# تسمية ثنائية
التسمية الثنائية أو الاسم العلمي أو التسمية المزدوجة (بالإنجليزية: binomial nomenclature)‏ في علم الأحياء هي اسم الطريقة الرسمية لتسمية الأنواع الحية. وضع هذا النظام العالم السويدي كارولوس لينيوس.
كما تشير الكلمة فإن التسمية الثنائيّة تشير إلى أن الاسم يتألف من تركيب مصطلحين:
- الاسم الأساسي الجنس
- الاسم الثانوي النوع. مع أن تفاصيل التسمية تختلف من حالة إلى أخرى، إلا أن هناك نواح معينة تطبق عالمياً على جميع الحالات مثل:
- الأسماء العلميّة تختلف حسب اللغة، وتتم كتابتها في اللغات التي تستعمل الأبجدية اللاتينية بأحرف مائلة لتمييزها عن باقي النص، فمثلا في اللغة الإنجليزيّة فيكتب Homo sapiens، أمّا في اللغة العربيّة فمن خلال التعريب يتم كتابته على الشكل التالي  إنسان عاقل بدون ال التعريف.
- يبدأ الاسم الأول بالاسم الأساسي (اسم الجنس) (بالإنجليزية: genus name)‏ بحرف استهلالي كبير بينما يكتب اسم النوع بأحرف صغيرة دائماً، وتكتب الكلمتان بطريقة مائلة.

على سبيل المثال، تنتمي القطة المنزلية إلى جنس القط (باللاتينية: Felis) والنوع المستأنس (باللاتينية: domestica) ولذلك فإن الاسم العلمي للقط هو قط مستأنس (باللاتينية: Felis domestica).

## التاريخ
قبل اعتماد النظام الثنائي الحديث لتسمية الأنواع الحية، كانت الأسماء العلمية تتكون من اسم شائع واسم محدد يتكون من كلمة واحدة إلى عدة كلمات. مما شكل نظام التسميات المتعددة. كانت هذه الأسماء تؤدي وظيفتين منفصلتين. أولاً، تعيين أو تسمية الأنواع، وثانياً، للتشخيص أو الوصف. في نهاية المطاف، تم اكتشاف ان الهدفين غير متوافقين.